# Trygve Haugeland
Trygve Haugeland (* 18. März 1914 in Lyngdal; † 10. Dezember 1998) war ein norwegischer Politiker der Senterpartiet (Sp). Von Oktober 1972 bis März 1973 war er der Umweltminister seines Landes.

## Leben
Haugeland arbeitete von 1938 bis 1943 als Lehrer an der Landwirtschaftsschule in Tomb, nachdem er 1937 die Ausbildung an der norwegischen Landwirtschaftsschule abschloss. In den Jahren 1945 bis 1955 war er Mitglied im Kommunalparlament von Lyngdal, ab 1947 war er dabei der stellvertretende Bürgermeister. Von 1943 bis 1946, von 1953 bis 1963 sowie erneut von 1966 bis 1967 war er als Bauer in seiner Heimatgemeinde Lyngdal tätig. Dazwischen war er zwischen 1946 und 1953 Leiter der Landwirtschaftsschule in Lyngdal und von 1963 bis 1966 Rektor der Wondo Gennet Agricultural School in Äthiopien. In der Zeit zwischen 1967 und 1977 war er Chef der Landwirtschaftsabteilung der damaligen Provinz Vest-Agder.
Von 1958 bis 1961 war Haugeland Abgeordneter im norwegischen Parlament, dem Storting. Er vertrat dort Vest-Agder. Am 18. Oktober 1972 wurde er zum Umweltminister in der Regierung Korvald ernannt. Er übte das Amt bis zum 5. März 1973 aus. In der Zeit von 1974 bis 1984 war er Mitglied im Nobelkomitee.